# يو إف سي ليلة القتال: يان ضد دفاليشفيلي
يو إف سي ليلة القتال: يان ضد دفاليشفيلي (بالإنجليزية: UFC Fight Night: Yan vs. Dvalishvili)‏ هو حدث لفنون القتال المختلطة نظمته يو إف سي، أُقيم في 11 مارس 2023، على المسرح في فنادق فيرجين في لاس فيغاس، نيفادا، الولايات المتحدة.